# 서울 개운사 목조아미타여래좌상 복장 전적
서울 개운사 목조아미타여래좌상 복장전적(서울 開運寺 木造阿彌陀如來坐像 腹藏典籍)은 서울특별시 종로구 견지동, 불교중앙박물관에 있는 복장전적이다. 2010년 4월 23일 대한민국의 보물 제1650호로 지정되었다.

## 개요
서울 개운사 목조아미타불좌상 복장전적의 고사경(古寫經)과 고판경(古板經)은 사경체자(寫經體字)와 사경형식(寫經形式)으로 되어 있어 국내 전존본과는 전혀 다른 새로운 판본이 다수 포함되어 있다. 사경형식으로 되어 있는 자료의 권수제(卷首題)는 수당대(隋唐代) 및 신라사경의 형식과 동일하며 행자수(行字數)도 26행 17자본이 중심을 이루고 있고, 고판경의 경우도 24행과 17자본을 제외하면 대부분 현재까지 발견된 사례가 없는 매우 귀중한 자료이다.
대체로 9세기에서 13세기에 걸쳐 사성(寫成) 또는 간행된 화엄경으로 진본(晉本, 60권), 주본(周本, 80권), 정원본(貞元本, 40권)등 3본 화엄경이 모두 고루 들어 있다. 시기적으로 형태적으로 매우 희귀한 자료로서 역사적 가치와 함께 서지학, 서예, 화엄경 판본 연구 및 불교사 연구 자료로서 중요하다.

## 지정 내역
| 순번 | 명칭                                                                | 수량 | 연대       | 크기 (세로×가로cm)   | 비고                                           |
| ---- | ------------------------------------------------------------------- | ---- | ---------- | -------------------- | ---------------------------------------------- |
| 1    | 백지묵서대방광불화엄경 진본 권36 (白紙墨書大方廣佛華嚴經晋本 卷36)  | 1점  | 11〜12세기 | 29.5×1,178           | 권미(卷尾)부분 결락. 25〜27행 17자.            |
| 2    | 백지묵서대방광불화엄경 진본 권56 (白紙墨書大方廣佛華嚴經 晋本 卷56) | 1점  | 11〜12세기 | 29.5×900             | 권수(卷首)부분 결락. 24〜27행 17자.            |
| 3    | 백지묵서대방광불화엄경 주본 권24 (白紙墨書大方廣佛華嚴經 周本 卷24) | 1점  | 9세기      | 27.7×880 완본(完本). | 27행 17자.                                     |
| 4    | 백지묵서대방광불화엄경 주본 권26 (白紙墨書大方廣佛華嚴經 周本 卷26) | 1점  | 9〜10세기  | 28×720               | ‘지(地)’의 측천무후제자 사용함. 24〜27행 17자. |
| 5    | 백지묵서대방광불화엄경 주본 권33 (白紙墨書大方廣佛華嚴經 周本 卷33) | 1점  | 11〜12세기 | 29.7×710             | 완본(完本). 26~28행 17자.                      |
| 6    | 백지묵서대방광불화엄경 주본 권39 (白紙墨書大方廣佛華嚴經 周本 卷39) | 1점  | 11〜12세기 | 28.5×1,115           | 완본(完本). 27~27행 17자.                      |
| 7    | 백지묵서보살본행경 권중 (白紙墨書菩薩本行經 卷中)                   | 1점  | 10세기     | 29×700               | 권수(卷首)부분 결실. 25행 17자.                |
| 8    | 대방광불화엄경 진본 권2 (大方廣佛華嚴經 晋本卷2)                    | 1점  | 11〜12세기 | 29.5×870             | 권수(卷首)결실. 26행 17자.                     |
| 9    | 대방광불화엄경 진본 권33 (大方廣佛華嚴經 晋本卷33)                  | 1점  | 9〜10세기  | 27.5×900             | 완본(完本). 26행 17자.                         |
| 10   | 대방광불화엄경 진본 권44 (大方廣佛華嚴經 晋本卷44)                  | 1점  | 9〜10세기  | 27.8×?               | 26행 17자.                                     |
| 11   | 대방광불화엄경 진본 권48 (大方廣佛華嚴經 晋本卷48)                  | 1점  | 12〜13세기 | 30.7×860             | 권말(卷末)에 음의(音義)가 있음. 24행 17자.     |
| 12   | 대방광불화엄경 주본 권2 (大方廣佛華嚴經 周本卷2)                    | 1점  | 11〜12세기 | 28.9×800             | 26행 17자.                                     |
| 13   | 대방광불화엄경 주본 권18 (大方廣佛華嚴經 周本卷18)                  | 1점  | 11〜12세기 | 29×250               | 26행 17자.                                     |
| 14   | 대방광불화엄경 주본 권28 (大方廣佛華嚴經 周本卷28)                  | 1장  | 11세기     | 29.2×59              | 낱장으로 된 변상도.                            |
| 15   | 대방광불화엄경 주본 권35 (大方廣佛華嚴經 周本卷35)                  | 1점  | 10〜11세기 | 30.7×860             | 26행 17자.                                     |
| 16   | 대방광불화엄경 주본 권49 (大方廣佛華嚴經 周本卷49)                  | 1점  | 12〜13세기 | 30.6×460             | 권말(卷末)에 음의(音義)가 있음. 26행 17자.     |
| 17   | 대방광불화엄경 주본 권63 (大方廣佛華嚴經 周本卷63)                  | 1점  | 9〜10세기  | 27.8×233             | 27행 16자, ‘국(國)’의 측천무후제자 사용함.     |
| 18   | 대방광불화엄경 주본 권78 (大方廣佛華嚴經 周本卷78)                  | 1점  | 9〜10세기  | 28.0×910             | 26행 17자.                                     |
| 19   | 대방광불화엄경 정원본 권10 (大方廣佛華嚴經 貞元本 卷10)             | 1점  | 12〜13세기 | 30×810               | 권말(卷末)에 음의(音義)가 있음. 24행 17자.     |
| 20   | 대방광불화엄경 정원본 권16 (大方廣佛華嚴經 貞元本 卷16)             | 1점  | 10〜11세기 | 27.5×700             | 완본(完本). 26행 17자.                         |
| 21   | 대방광불화엄경 정원본 권20 (大方廣佛華嚴經 貞元本 卷20)             | 1점  | 11〜12세기 | 28.3×558.5           | 26행 17자.                                     |
|      | 합계                                                                | 21점 |            |                      |                                                |

## 같이 보기
- 서울 개운사 목조아미타여래좌상 및 발원문 (보물 제1649호)
- 불교중앙박물관

## 참고 자료
- 서울 개운사 목조아미타여래좌상 복장 전적 - 국가유산청 국가유산포털